# Post Falls
Post Falls è un comune degli Stati Uniti d'America nella contea di Kootenai nell'Idaho.
La popolazione era di 44 194 al censimento del 2010, contro i 17 247 del 2000, il che rende questa città la nona più grande dell'Idaho.

## Storia
Post Falls prende il nome da Federico Post, un immigrato Tedesco che costruì una segheria lungo il fiume Spokane nel 1871 su un terreno acquistato da Andrew Seltice, capo della tribù Coeur d'Alene. L'acquisto del terreno è conservato in un pittogramma su una rupe granitica a Rock Park.